# Памятник Герману Титову (Полковниково)
Памятник Герману Титову в селе Полковниково Алтайского края был установлен 20 сентября 2020 года. Установка памятника были приурочена в двадцатилетию со дня смерти Германа Титова.
Первоначально планировалось открыть его немного раньше – 11 сентября, в день 85-летнего юбилея со дня рождения Титова, однако из-за коронавирусных ограничений доставить памятник не успели, и дата открытия была перенесена на другой памятный день.
Решение установить здесь памятник было принято потому, что в селе Полкновниково Герман Титов родился и вырос. Памятник установили напротив мемориального музея, посвящённого Титову.
Идея установки памятника Титову у него на родине обсуждалась с 2005 года.
Автором памятника, который наконец был здесь поставлен, выступил Народный художник России Салават Щербаков.
Памятник был изготовлен в Краснодарском крае в рамках проекта российского мецената Михаила Сердюкова «Аллея российской славы» и подарен селу, где  родился второй космонавт Земли.
На торжественной церемонии открытия памятника присутствовали глава комитета Заксобрания Алтайского края Татьяна Ильюченко, министр культуры края Елена Безрукова, полковник ВКС России Николай Олексейчук.

## Описание памятника
Памятник представляет из себя бюст, в котором Титов изображён по пояс в космическом скафандре, в котором он выполнял полёт. При этом голова у него полностью открыта, шлема на нём нет.
Бюст выполнен из бронзы.
Высота памятника чуть более метра.
Памятник помещён на гранитный постамент. На передней части этого постамента находятся две медных таблички, на которых указано имя космонавта, годы его жизни и короткое описание биографии и роли в освоении космического пространства.